# Akraberg
Akraberg på Suðuroy er Færøernes næstsydligste punkt. Farvandene syd for Akraberg er er berygtede for stærke havstrømme. Her ligger klippeskær både under og over havoverfladen og mødet mellem havstrømmene sammen med vind og vejr, skaber farlige forhold for både og skibe. Situationen blev yderligere forværret i 1884, da den høje klippe ”Munkurin” på den sydligste Sumbiarsteinur styrtede i havet og man derved mistede det faste landemærke for klippeskærene.

## Akraberg fyr
Fyrtårnet blev bygget i 1909. Samtidig blev fyrmesteren og personale ansat. Da afstanden til nærmeste bygd, Sumba, er ret lang, var det nødvendigt også at bygge beboelseshuse dér til personalet. Fyret er nu automatiseret. To af husene er bevaret og bliver i dag brugt til feriehus og opholdsrum for servicepersonalet. 
Fyret er et cylinderformet fyrtårn af støbejern på betonfundament, hvidmalet med rød top. Selve tårnet er 14 meter højt og lanternehøjden er 74 meter målt fra havoverfladen. På grund af den til tider ekstreme vind i området, er fyret yderligere forankret med kraftige barduner. Dens hvide lys er synligt på 20 sømils afstand, mens de røde og grønne lys ses 14 sømil borte. Akraberg fyr er i dag fuldautomatisk. Til fyranlægget på Akraberg hører også et tågehorn.

## Akraberg
Nord for fyret er der en navigations- og radiosendestation. Radiosenderen er med 200 kW landets stærkeste. Den sender på 531 kHz mellembølgebåndet. 
Sumbiarsteinur er et 11 m høje skær Sumbiarsteinur 6 km syd for Akraberg er den højeste af tre skær, kaldet Flesjarnar. På Sumbiarsteinur styrtede i 1885 7 meter af den tidligere 18 meter højere klippe ned. Den var et landkendingsmærke for de søfarende, og på ældre søkort kaldes den Munkurin Munken. Farvandet mellem Flesjarnar og Akraberg,- Røstin, er kendt for kraftige strømme og hvirveldannelser. Fra Sumbiarsteinur til Færøernes nordligste punkt Kap Enniberg er der i luftlinie 118 kilometer. 
Sumbiarsteinur, Færøernes sydligste punkt, ligger på positionen 61°10′30.85″N 06°40′23.77″V / 61.1752361°N 6.6732694°V. 

Blæing ca. en 1 km nord for Akraberg er et specielt landskab med store og små lyse klippestykker. Stengærdet Eiriksgarður som sandsynligvis er bygget  for flere århundreder siden er et langt stengærde som danner et grønt området, som formodentlig har været brugt til græsning af får og kvæg. Blæing er et yndet udflugtsmål for de lokale og turister, fordi klimaet i området er mildt og varmt. Man kan gå ned fra højderyggen i Blæingsskarð. Der fortælles om to brødre, Kaspar og Sjúrður, som gemte sig her i stenlandskabet. De havde lejet jord fra præsten i Vágur, men da lejeprisen var høj, så de sig nødsaget til at stjæle får for at overleve. At stjæle får var i gamle dage en særdeles alvorlig forbrydelse på Færøerne. Brødrene flygtede fra myndighederne og gemte sig i en hule i Blæing, som i nutiden kaldes Kasparshola.

## Historie
Der er fundet spor af højryggede agre på østsiden af Akraberg, der formodentlig stammer fra munkene, der via Shetlandsøerne omkring år 625 i skindbåde kom sejlende til Suðuroy og bosatte sig.
Ifølge Adam af Bremen strandede ca. 1040 en frisisk båd på vej til Island ved en strand med hård strøm ved Akraberg, og besætningen bosatte sig. Beretningen kan være den historiske sandhed om friserne ved Akraberg. Landets sidste hedninger boede ved Akraberg, indtil Den Sorte Død i 1350 lagde tolv af de tretten huse øde. De eneste overlevende, en bonde og hans to sønner, flyttede til Sumba, og giftede sig med tre overlevende kvinder. Et andet sagn fortæller, at friserne drev sørøveri.
Englænderne havde under 2. verdenskrig på Færøerne et vigtigt radioanlæg ved Akraberg. En del af de engelske ingeniørsoldater var meget vellidte af familierne, der dengang boede ved Akraberg. 
Under anden verdenskrig blev alle fyrtårne på Færøerne slukket og kun lejlighedsvis tændt hvis allieret skibsfart eller krigsførelse havde brug for det. Den engelske besættelsesmagt oprettede en radarstation på Akraberg til overvågning af havområderne syd for Færøerne.
Den 3. april 1942 angribes Akraberg fyr af et tysk bombefly, som skyder med maskingevær. Der sker ingen skader. 
1957 blev et selvstændigt elværk opsat på Akraberg for at forsyne fyrtårnet og radiofyret med strøm.

## Galleri
- Akraberg og Sumbiarsteinur
- Akraberg
- Akraberg Fyrtårn
- Akraberg Fyrtårn
- Akraberg